# 茲布魯昌斯凱

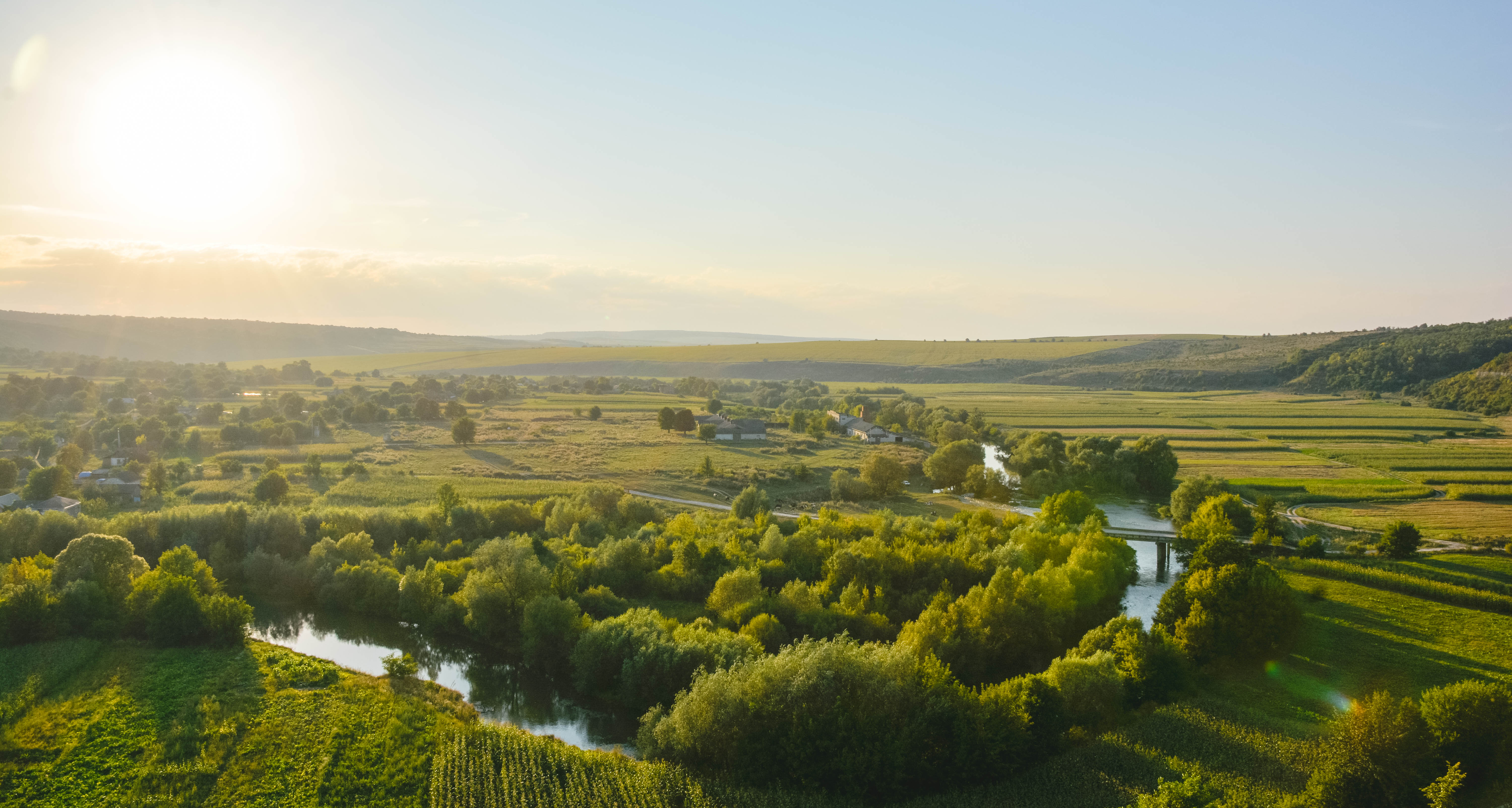

茲布魯昌斯凱（羅馬化：Zbruchanske）是烏克蘭西部捷爾諾波爾州喬爾特基夫區梅利尼察-波迪利斯卡市镇内的村庄。處於茲布魯奇河畔，分別距離扎利夏1.5公里和庫德林齊5公里，面積2.29平方公里，海拔高度196米，2001年人口433。